# Гран Уайоминг
Гран Уайоминг (на испански: El Gran Wyoming) е испански телевизионен водещ, актьор, музикант и писател.
Роден е на 15 май 1955 година в Мадрид в семейство на фармацевт. Завършва медицина и за кратко работи като лекар, но скоро става музикант и комик. От 1984 година е водещ на поредица популярни телевизионни предавания, ориентирани главно към политическа сатира. Автор е и на няколко книги.